# Кубок Грузії з футболу 2025
Кубок Грузії з футболу 2025 (також відомий як Кубок Давида Кіпіані 2025) — 36-й розіграш кубкового футбольного турніру в Грузії. Титул захищає Спаері.

## Календар
| Раунд            | Дата                      | Матчі | Клуби   |
| ---------------- | ------------------------- | ----- | ------- |
| Попередній раунд | 4–18 травня 2025          | 16    | 68 → 52 |
| Перший раунд     | 12 червня 2025            | 16    | 52 → 36 |
| Другий раунд     | 20 червня 2025            | 8     | 36 → 24 |
| Третій раунд     | 19–22 липня 2025          | 12    | 24 → 16 |
| 1/8 фіналу       | 26 липня – 20 серпня 2025 | 8     | 16 → 8  |
| 1/4 фіналу       |                           | 4     | 8 → 4   |
| 1/2 фіналу       |                           | 2     | 4 → 2   |
| Фінал            |                           | 1     | 2 → 1   |

## 1/8 фіналу
| Команда 1      | Рахунок       | Команда 2           |
| 26 липня 2025  | 26 липня 2025 | 26 липня 2025       |
| -------------- | ------------- | ------------------- |
| Мешахте        | 3:1           | Мерані              |
| Одіші 1919     | 0:3           | Самтредіа           |
| Штурмі         | 1:2           | Локомотив (Тбілісі) |
| 27 липня 2025  |               |                     |
| Іберія 1999 B  | 2:2 пен. 3:4  | Руставі             |
| Самгуралі      | 0:0 пен. 4:5  | Діла                |
| Сіоні          | 2:2 пен. 1:4  | Динамо (Батумі)     |
| 13 серпня 2025 |               |                     |
| Іберія 1999    | 2:1           | Торпедо (Кутаїсі)   |
| 20 серпня 2025 |               |                     |
| Спаері         | 4:2 дч        | Колхеті-1913        |